# Ихтиостега
Ихтиосте́га (лат. Ichthyostega, от др.-греч. ἰχθυο- + στέγη — рыбья кровля) — род примитивных стегоцефалов, живших в девонском периоде, единственный в семействе Ichthyostegidae. Представляет одно из морфологически промежуточных звеньев между рыбами и четвероногими. 
У ихтиостег были лапы, но они, возможно, не использовались для ходьбы по суше. Ихтиостеги имели хвостовой плавник и некоторые органы чувств, функционирующие только в воде. Тело их было покрыто мелкими чешуйками.

## История изучения
В 1932 году Сёве-Седерберг описал четыре вида ихтиостег из верхнего девона, найденных в восточной части Гренландии. Эти виды могли быть синонимичными, потому что их морфологические различия не были резко выражены. Виды различались в пропорциях и строении черепа. Сравнение было проведено на четырнадцати экземплярах, собранных в 1931 году Датской Восточной Гренландской экспедицией. Дополнительные экземпляры были собраны между 1933 и 1955 годами.
Род ихтиостег находится в родстве с акантостегой (Acanthostega gunnari), также обнаруженной в восточной Гренландии. По сравнению с акантостегой череп ихтиостеги выглядит более рыбообразным, однако её пояс передних конечностей сильнее и лучше адаптирован к передвижению.

## Описание
Ихтиостеги были около 1,5 метров длиной и имели по семь пальцев на задних лапах. Точное количество пальцев на передних лапах пока не установлено, но вероятно, что их было тоже семь. На хвосте у них был плавник «рыбьего» типа, поддерживаемый невральными и гемальными дугами.
Ноздри располагались у нижнего края челюстей. Слёзная кость примыкает к ноздре, но не к глазнице. Межвисочная кость отсутствует (это обстоятельство исключает возможность происхождения большинства темноспондилов от этого рода). Заднетеменная кость непарная. Челюстная кость соприкасается с квадратноскуловой. Сохраняются подкрышечные и предкрышечные кости. Носовые кости широкие. Глазницы овальные и располагаются в центральной части черепа. Хорда через отико-окципитальную часть мозговой коробки доходит до гипофизарной ямы.

## Классификация
По данным сайта Paleobiology Database, на июнь 2021 года в род включают 3 вымерших вида:
- Ichthyostega eigili Säve-Söderbergh, 1932 [syn. Ichthyostega wimani Säve-Söderbergh, 1932]
- Ichthyostega stensioei Säve-Söderbergh, 1932typus
- Ichthyostega watsoni Säve-Söderbergh, 1932